# Lydia Keil
Lydia Martha Keil, geborene Plachetzki (* 25. Dezember 1907 in Berlin; † 12. Oktober 1985 in Berlin-Neukölln), war eine deutsche Politikerin (SPD).

## Leben
Lydia Martha Plachetzki wurde am 25. Dezember 1907 als Tochter des Arbeiters Edmund Georg Plachetzki (1880–1952) und seiner Ehefrau Martha Luise geb. Gröhler (1887–1918) in der Puttbuser Straße 46 in Berlin-Kreuzberg geboren.
Plachetzki machte eine kaufmännische Lehre in einer Versicherung. Seit 1929 war sie Mitglied der SPD. Nach dem Zweiten Weltkrieg war sie von 1945 bis 1947 Bauhilfsarbeiterin („Trümmerfrau“). Anschließend arbeitete sie bei der SPD Berlin. Von 1948 bis 1958 war sie Mitglied der Stadtverordnetenversammlung von Groß-Berlin bzw. des Abgeordnetenhauses von Berlin.
Keil war seit dem 13. Oktober 1929 mit dem Schriftsetzer Alfred Bruno Karl Keil (1904–1967) verheiratet. Die Eheschließung fand im Standesamt Berlin XIII a statt. Die Ehe wurde geschieden. Lydia Keil starb am 12. Oktober 1985 um 11:10 Uhr in ihrer Wohnung im Juchaczweg 21 in Berlin-Neukölln im Alter von 77 Jahren.